# Argyrodes binotatus
Argyrodes binotatus är en spindelart som beskrevs av William Joseph Rainbow 1915. Argyrodes binotatus ingår i släktet Argyrodes och familjen klotspindlar. Inga underarter finns listade i Catalogue of Life.